# Agave lagunae
Agave lagunae är en sparrisväxtart som beskrevs av William Trelease. Agave lagunae ingår i släktet Agave och familjen sparrisväxter. Inga underarter finns listade i Catalogue of Life.